# Trattino basso
Il trattino basso (conosciuto anche con il nome inglese underscore) è il carattere « _ », che si può digitare con la tastiera italiana tenendo contemporaneamente premuti il tasto maiuscolo, o ⇧ Maiusc in inglese, e il tasto dove è raffigurato il tratto d'unione. Il suo codice ASCII è il 95.
È un carattere ereditato dalla macchina per scrivere. Prima della diffusione dei computer e dei programmi di videoscrittura, il trattino basso era l'unico modo per sottolineare una parola. Infatti, per creare una sottolineatura, la parola veniva battuta per intero, poi bisognava riportare il carrello della macchina per scrivere all'inizio della parola stessa e mettere sotto ogni carattere un trattino basso.
Viene anche utilizzato sotto le cifre 6 e 9 per distinguerle fra loro quando, scritte individualmente, sussista il rischio che vengano lette rovesciate, ad esempio nei pezzi numerati per l'estrazione nel gioco della tombola.
In campo informatico è spesso usato al posto dello spazio, soprattutto nel nome dei file, negli indirizzi e-mail e nei nomi dei siti Internet. Questo perché non tutti i programmi accettano per il nome una stringa contenente il carattere "spazio". Usato come prefisso in un nome di funzione, metodo, variabile o costante indica spesso che esso è riservato o a uso interno (ad esempio "_INTERNAL").
Talvolta, nei messaggi inviati ai newsgroup, si usa mettere dei trattini bassi prima e dopo una parola per porre l'enfasi su di essa (ad esempio: «Secondo me _non_ è così»). Tale uso deriva da alcuni vecchi programmi di composizione testo che usavano questa convenzione per indicare un pezzo di testo da sottolineare.
Oltre che nei newsgroup, viene impiegato con lo stesso scopo anche in altri contesti che richiedono l'utilizzo esclusivo di caratteri ASCII (e-mail, chat, messaggistica istantanea).

## Diacritico
Il carattere di sottolineatura è usato come segno diacritico, "combinazione di linea bassa", ◌̲, in alcune lingue dell'Egitto, alcune lingue che utilizzano l'ortografia Rapidolangue in Gabon, Izere in Nigeria e lingue indigene delle Americhe come Shoshoni e Kiowa.
Il segno diacritico di combinazione, ◌̱, (macron below, traducibile in "segno sotto") è simile alla linea bassa di combinazione ma il suo segno è più corto. La differenza tra "macron below" e "low line" è che quest'ultima risulta in una sottolineatura ininterrotta quando viene eseguita insieme: confrontare a̱ḇc̱ e a̲b̲c̲ (solo quest'ultima dovrebbe apparire come abc).

## Uso moderno
Nei documenti stampati la sottolineatura è generalmente evitata, con corsivo o maiuscoletto spesso usati al loro posto, o (specialmente nei titoli) usando le maiuscole, il grassetto o una maggiore altezza del corpo (dimensione del carattere). In un manoscritto da comporre, sono state quindi convenzionalmente utilizzate varie forme di sottolineatura (vedi sotto) per indicare che il testo dovrebbe essere impostato in un tipo speciale come il corsivo, parte di una procedura nota come markup.
È possibile utilizzare una serie di trattini bassi (come __________) per creare uno spazio vuoto da riempire a mano su un modulo cartaceo. A volte è anche usato per creare una linea orizzontale; a questo scopo vengono utilizzati anche altri simboli con grafemi simili, come trattini e trattini.

## Utilizzo in informatica
Nei browser Web, le impostazioni predefinite in genere distinguono i collegamenti ipertestuali sottolineandoli (e di solito cambiando il loro colore), ma sia gli utenti che i siti Web possono modificare le impostazioni per far apparire alcuni o tutti i collegamenti ipertestuali in modo diverso (o anche senza distinzione dal testo normale).

### Storia
Poiché i primi dispositivi di output (Teleprinter, CRT e line printer) non potevano produrre più di un carattere in una posizione, non era possibile sottolineare il testo, quindi le prime codifiche come ITA2 e le prime versioni di ASCII non avevano caratteri di sottolineatura. Il sistema di codifica dei caratteri EBCDIC di IBM, introdotto nel 1964, aggiungeva il trattino basso, che IBM chiamava "carattere di interruzione". Il rapporto di IBM su NPL (il nome iniziale di quello che ora viene chiamato PL / I) lascia il set di caratteri indefinito, ma menziona specificamente il carattere di interruzione e fornisce RATE_OF_PAYcome identificatore di esempio. Nel 1967 il carattere di sottolineatura si era diffuso in ASCII, sostituisce il carattere della freccia sinistra di forma simile, ←. C, sviluppato presso i Bell Labs all'inizio degli anni '70, consentiva il carattere di sottolineatura negli identificatori.
Il carattere di sottolineatura precede l'esistenza di lettere minuscole in molti sistemi, così spesso doveva essere usato per creare identificatori composti da più parole, poiché CamelCase (vedi sotto) non era disponibile.

### Convenzioni di programmazione
I caratteri di sottolineatura inseriti tra le lettere sono molto comuni per creare un identificatore "multiparola" nelle lingue che non possono gestire gli spazi negli identificatori. Questa convenzione è nota come "snake case" (l'altro metodo popolare è chiamato camelCase, dove le lettere maiuscole sono usate per mostrare dove iniziano le parole).
Un carattere di sottolineatura come primo carattere in un ID viene spesso utilizzato per indicare un'implementazione interna che non è considerata parte dell'API e non deve essere chiamata da codice esterno a tale implementazione. Python lo usa per indicare le variabili membro protette delle classi e un doppio trattino basso per indicare le variabili private. In Dart, tutte le proprietà private delle classi devono iniziare con un carattere di sottolineatura; questo utilizzo è comune anche in altri linguaggi come C ++ anche se questi forniscono parole chiave per indicare che i membri sono privati. È ampiamente utilizzato per nascondere le variabili e le funzioni utilizzate per le implementazioni nei file di intestazione. In effetti, l'uso di un singolo carattere di sottolineatura per questo è diventato così comune che i compilatori C hanno dovuto standardizzare un doppio carattere di sottolineatura iniziale (ad esempio __DATE__) per le variabili incorporate effettive per evitare conflitti con quelle nei file di intestazione. Python usa il doppio carattere di sottolineatura per "manipolare" un id privato per rendere molto più difficile farvi riferimento, e " PHP riserva tutti i nomi di funzione che iniziano con __ come magici."
Una variabile denominata solo con un trattino basso spesso ha un significato speciale. $_oppure _è il comando o il risultato precedente in molte shell interattive, come quelle di Python, Ruby e Perl. In Perl, @_è una speciale variabile di array che contiene gli argomenti di una funzione. In Clojure, indica un argomento il cui valore verrà ignorato.
In alcuni linguaggi con corrispondenza di modelli, come Prolog, Standard ML, Scala, OCaml, Haskell, Erlang e Wolfram Language, il modello _corrisponde a qualsiasi valore, ma non esegue l'associazione.

### HTML<u> e CSS
HTML ha un elemento <u> che è stato originariamente utilizzato per sottolineare il testo; questo utilizzo è stato deprecato in HTML4 a favore dello stile CSS{text-decoration: underline}. In HTML5, il tag è riapparso ma il suo significato è stato cambiato in modo significativo: ora "rappresenta un intervallo di testo inline che dovrebbe essere reso in un modo che indica che ha un'annotazione non testuale". Questa funzione ha lo scopo, ad esempio, di fornire una linea ondulata rossa sottolineata per segnalare gli errori di ortografia al momento dell'input ma che non devono essere incorporati in alcun file memorizzato (a differenza di un segno di enfasi, che sarebbe)
Gli elementi possono esistere anche in altri linguaggi di markup, come MediaWiki. La Text Encoding Initiative (TEI) fornisce un'ampia selezione di elementi correlati per contrassegnare l'attività editoriale (inserimento, cancellazione, correzione, aggiunta, ecc.).

### Unicode
Unicode ha un carattere di sottolineatura indipendente _ in U + 005F, che è un'eredità della pratica della macchina da scrivere di sottolineare usando backspace e sovrascrittura. La pratica moderna usa la combinazione diacritica "combinazione di linea bassa" in U + 0332 ◌̲ che si traduce in una sottolineatura quando vengono eseguite insieme: u̲n̲d̲e̲r̲l̲i̲n̲e̲. Unicode ha anche la combinazione macron di seguito, una singola lettera diacritica.
- sottolineatura singola: a̲b̲c̲d̲e̲f̲g̲h̲i̲j̲k̲l̲m̲n̲o̲p̲q̲r̲s̲t̲u̲v̲w̲x̲y̲z̲0̲1̲2̲3̲4̲5̲6̲7̲8̲9̲
- doppia sottolineatura: a̲̲b̲̲c̲̲d̲̲e̲̲f̲̲g̲̲h̲̲i̲̲j̲̲k̲̲l̲̲m̲̲n̲̲o̲̲p̲̲q̲̲r̲̲s̲̲t̲̲u̲̲v̲̲w̲̲x̲̲y̲̲z̲̲0̲̲1̲̲2̲̲3̲̲4̲̲5̲̲6̲̲7̲̲8̲̲9̲̲

### Sottolineature "simulate" in testo normale
Nelle applicazioni di testo normale, comprese le e-mail di testo normale, in cui non è possibile evidenziare l'enfasi, l'enfasi desiderata è spesso indicata dalle parole circostanti con caratteri di sottolineatura. Ad esempio, "È necessario utilizzare una vernice _emulsione_ sul soffitto".
Alcune applicazioni aggiungeranno automaticamente enfasi al testo racchiuso manualmente tra parentesi di sottolineatura, sottolineandolo o in corsivo (ad esempio, _string_potrebbe rendere una stringa o una stringa).

### Come indicatore di inesattezza
La sottolineatura (in genere rossa o ondulata o entrambe) viene spesso utilizzata dai correttori ortografici (e grammaticali) per indicare il testo con errori di ortografia o in altro modo errato.

## Manoscritti
A seconda delle convenzioni locali, i seguenti tipi di sottolineature possono essere utilizzati in linea sui manoscritti per indicare i caratteri tipografici speciali da utilizzare:
- singola sottolineatura tratteggiata per stet, "lascia stare", segno di correzione di bozze annullato.
- singola sottolineatura retta per il corsivo
- singola sottolineatura ondulata per il grassetto
- doppia sottolineatura diritta per maiuscolo
- doppia sottolineatura di una linea retta e una linea ondulata per il corsivo grassetto
- sottolineatura tripla per LETTERE MAIUSCOLE (usate tra maiuscoletto o per cambiare testo già digitato in minuscolo)

## Lingua cinese
In cinese, la sottolineatura è un segno di punteggiatura per i nomi propri (cinese semplificato: 专 名号; cinese tradizionale: 專 名號; pinyin: zhuānmínghào; letteralmente "segno del nome proprio", usato per nomi personali e geografici). Il suo significato è in qualche modo simile alla maiuscola in inglese e non dovrebbe mai essere usato per enfatizzare anche se l'influenza dell'informatica inglese fa sì che a volte si verifichi quest'ultima. Una sottolineatura ondulata (cinese semplificato: 书名 号; cinese tradizionale: 書名 號; pinyin: shūmínghào; letteralmente, "segno del titolo del libro") ha una funzione simile, ma contrassegna i nomi delle opere letterarie invece dei nomi propri.
Nel caso di due o più nomi propri adiacenti, ogni singolo nome proprio è sottolineato separatamente, quindi dovrebbe esserci un leggero divario tra la sottolineatura di ogni nome proprio.